# Hans-Jörg Butt
Hans-Jörg Butt (* 28. května 1974, Oldenburg, Německo) je bývalý německý fotbalový brankář. V německé Bundeslize vstřelil celkem 26 gólů.

## Klubová kariéra
Na začátku profesionální kariéry nastupoval Butt v rodném městě za tým VfB Oldenburg. Roku 1997 odtud přestoupil do Hamburku. O čtyři roky později jej koupil Bayer Leverkusen, kde měl stabilní pozici brankářské jedničky. Jakožto volný hráč se Butt dostal na jednu sezónu do portugalského klubu Benfica Lisabon. Poté se vrátil zpět do Německa, kde působil až do roku 2012 v týmu Bayernu Mnichov. S tímto týmem získal 2. místo v Lize mistrů UEFA v ročníku 2009/10.

## Reprezentační kariéra
Na Mistrovství světa 2010 v Jihoafrické republice si zachytal v posledním utkání proti Uruguayi.

## Osobní život
Se svou ženou Katjou má dceru a syna.